# 百花林摩崖
百花林摩崖，位于中国广东省广州市增城区荔城镇群爱村小塘米坑，现为广州市文物保护单位，类型为石窟寺及石刻，公布时间为2002年7月。
刻字如下：

世至无桃源，吾实隐庐中。
天赐泉石洞，荔子满山红。
榕阴依山绿，久没坐寒宫。
古谁解其趣，达哉渊明翁。
咸淳进士李肖龙壬午年题
                    
百花林摩崖的历史年代为南宋咸淳。